# Voiteur
Voiteur est une commune française située dans le département du Jura, dans la région culturelle et historique de Franche-Comté et la région administrative Bourgogne-Franche-Comté.
Ses habitants sont appelés les Victoriens et Victoriennes.

## Géographie
Voiteur est traversée par la Seille, qui coule de Nevy-sur-Seille vers Domblans.

### Climat
Pour des articles plus généraux, voir Climat de la Bourgogne-Franche-Comté et Climat du département du Jura.
En 2010, le climat de la commune est de type climat des marges montargnardes, selon une étude du Centre national de la recherche scientifique s'appuyant sur une série de données couvrant la période 1971-2000. En 2020, Météo-France publie une typologie des climats de la France métropolitaine dans laquelle la commune est exposée à un climat semi-continental et est dans la région climatique  Jura, caractérisée par une forte pluviométrie en toutes saisons (1 000 à 1 500 mm/an), des hivers rigoureux et un ensoleillement médiocre. 
Pour la période 1971-2000, la température annuelle moyenne est de 11,1 °C, avec une amplitude thermique annuelle de 17,5 °C. Le cumul annuel moyen de précipitations est de 1 239 mm, avec 13 jours de précipitations en janvier et 8,9 jours en juillet. Pour la période 1991-2020, la température moyenne annuelle observée sur la station météorologique de Météo-France la plus proche, « Le Fied_sapc », sur la commune du Fied à 8 km à vol d'oiseau, est de 9,8 °C et le cumul annuel moyen de précipitations est de 1 434,5 mm. 
La température maximale relevée sur cette station est de 37,3 °C, atteinte le 19 juillet 2022 ; la température minimale est de −28,4 °C, atteinte le 20 décembre 2009,,. 
Les paramètres climatiques de la commune ont été estimés pour le milieu du siècle (2041-2070) selon différents scénarios d'émission de gaz à effet de serre à partir des nouvelles projections climatiques de référence DRIAS-2020. Ils sont consultables sur un site dédié publié par Météo-France en novembre 2022.

## Urbanisme

### Typologie
Au 1er janvier 2024, Voiteur est catégorisée bourg rural, selon la nouvelle grille communale de densité à sept niveaux définie par l'Insee en 2022.
Elle est située hors unité urbaine. Par ailleurs la commune fait partie de l'aire d'attraction de Lons-le-Saunier, dont elle est une commune de la couronne,. Cette aire, qui regroupe 139 communes, est catégorisée dans les aires de 50 000 à moins de 200 000 habitants,.

### Occupation des sols
L'occupation des sols de la commune, telle qu'elle ressort de la base de données européenne d’occupation biophysique des sols Corine Land Cover (CLC), est marquée par l'importance des territoires agricoles (60,3 % en 2018), en augmentation par rapport à 1990 (59,1 %). La répartition détaillée en 2018 est la suivante : 
forêts (32,9 %), zones agricoles hétérogènes (25,5 %), cultures permanentes (14,8 %), terres arables (10,3 %), prairies (9,7 %), zones urbanisées (6 %), zones industrielles ou commerciales et réseaux de communication (0,8 %). L'évolution de l’occupation des sols de la commune et de ses infrastructures peut être observée sur les différentes représentations cartographiques du territoire : la carte de Cassini (XVIIIe siècle), la carte d'état-major (1820-1866) et les cartes ou photos aériennes de l'IGN pour la période actuelle (1950 à aujourd'hui).

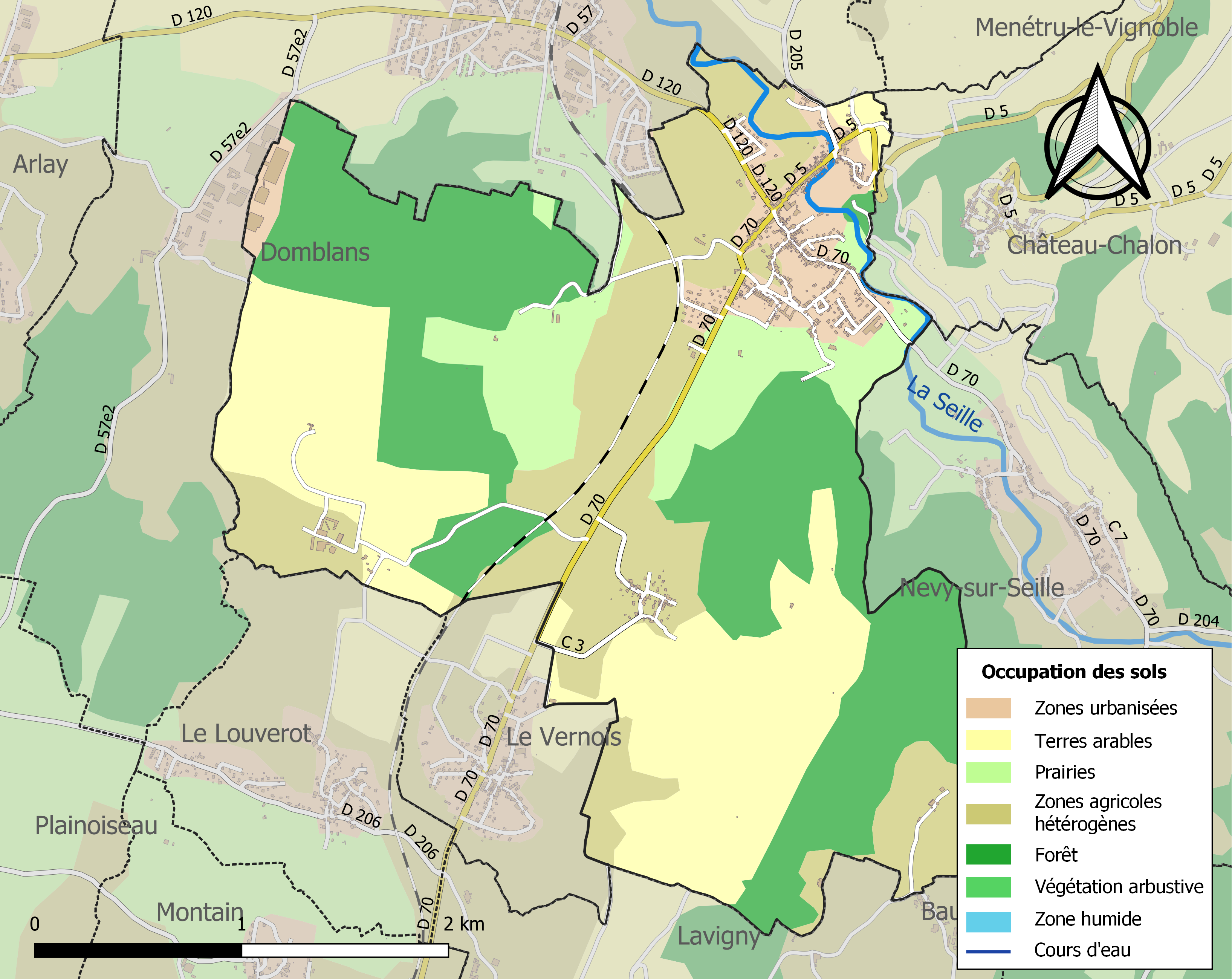
Carte des infrastructures et de l'occupation des sols de la commune en 2018 (CLC).

## Économie
Voiteur possède un tabac, une boulangerie, un supermarché Bi1, ainsi que trois restaurants dont l' Auberge de la Seille. Également, un salon de coiffure, un institut de beauté, un garagiste, un électricien, plusieurs entreprises de maçonnerie, un fabricant d’horloges comtoises.
Le village possède une école primaire publique, une privé ainsi qu'un collège privé, le collège Notre-Dame La Salette.

## Histoire
Entre 1790 et 1794, Voiteur absorbe la commune éphémère de Maizière.
En février 2013 et en 2023, Voiteur accueille la Percée du vin jaune.

## Héraldique
|  | Les armes de la commune se blasonnent ainsi : D’or à la bande de sable chargée de trois fusils (briquets) d’or. |

## Politique et administration
| Période   | Période  | Identité      | Étiquette | Qualité         |
| --------- | -------- | ------------- | --------- | --------------- |
| mars 2001 | 2008     | Guy Papillon  |           |                 |
| mars 2008 | 2020     | Alain Quiclet | DVG       | Cadre supérieur |
| 2020      | En cours | Corinne Linda |           |                 |

## Démographie
L'évolution du nombre d'habitants est connue à travers les recensements de la population effectués dans la commune depuis 1793. Pour les communes de moins de 10 000 habitants, une enquête de recensement portant sur toute la population est réalisée tous les cinq ans, les populations de référence des années intermédiaires étant quant à elles estimées par interpolation ou extrapolation. Pour la commune, le premier recensement exhaustif entrant dans le cadre du nouveau dispositif a été réalisé en 2005.

En 2022, la commune comptait 784 habitants, en évolution de +4,81 % par rapport à 2016 (Jura : −0,81 %, France hors Mayotte : +2,11 %).
| 1793 | 1800 | 1806 | 1821  | 1831  | 1836  | 1841  | 1846  | 1851  |
| ---- | ---- | ---- | ----- | ----- | ----- | ----- | ----- | ----- |
| 868  | 921  | 759  | 1 071 | 1 057 | 1 092 | 1 104 | 1 189 | 1 222 |

| 1856  | 1861  | 1866  | 1872  | 1876  | 1881  | 1886  | 1891  | 1896  |
| ----- | ----- | ----- | ----- | ----- | ----- | ----- | ----- | ----- |
| 1 166 | 1 155 | 1 195 | 1 098 | 1 207 | 1 201 | 1 147 | 1 120 | 1 107 |

| 1901  | 1906 | 1911 | 1921 | 1926 | 1931 | 1936 | 1946 | 1954 |
| ----- | ---- | ---- | ---- | ---- | ---- | ---- | ---- | ---- |
| 1 056 | 947  | 868  | 817  | 786  | 780  | 831  | 833  | 792  |

| 1962 | 1968 | 1975 | 1982 | 1990 | 1999 | 2005 | 2006 | 2010 |
| ---- | ---- | ---- | ---- | ---- | ---- | ---- | ---- | ---- |
| 748  | 724  | 719  | 731  | 713  | 718  | 779  | 773  | 756  |

| 2015 | 2020 | 2022 | - | - | - | - | - | - |
| ---- | ---- | ---- | - | - | - | - | - | - |
| 739  | 785  | 784  | - | - | - | - | - | - |

## Lieux et monuments

### Voies
| 36 odonymes recensés à Voiteur au 22 décembre 2013            | 36 odonymes recensés à Voiteur au 22 décembre 2013 | 36 odonymes recensés à Voiteur au 22 décembre 2013 | 36 odonymes recensés à Voiteur au 22 décembre 2013 | 36 odonymes recensés à Voiteur au 22 décembre 2013 | 36 odonymes recensés à Voiteur au 22 décembre 2013 | 36 odonymes recensés à Voiteur au 22 décembre 2013 | 36 odonymes recensés à Voiteur au 22 décembre 2013 | 36 odonymes recensés à Voiteur au 22 décembre 2013 | 36 odonymes recensés à Voiteur au 22 décembre 2013 | 36 odonymes recensés à Voiteur au 22 décembre 2013 | 36 odonymes recensés à Voiteur au 22 décembre 2013 | 36 odonymes recensés à Voiteur au 22 décembre 2013 | 36 odonymes recensés à Voiteur au 22 décembre 2013 | 36 odonymes recensés à Voiteur au 22 décembre 2013 | 36 odonymes recensés à Voiteur au 22 décembre 2013 |
| Allée                                                         | Avenue                                             | Chemin                                             | Cours                                              | Espace                                             | Impasse                                            | Montée                                             | Parc                                               | Passage                                            | Place                                              | Pont                                               | Route                                              | Rue                                                | Ruelle                                             | Autres                                             | Total                                              |
| ------------------------------------------------------------- | -------------------------------------------------- | -------------------------------------------------- | -------------------------------------------------- | -------------------------------------------------- | -------------------------------------------------- | -------------------------------------------------- | -------------------------------------------------- | -------------------------------------------------- | -------------------------------------------------- | -------------------------------------------------- | -------------------------------------------------- | -------------------------------------------------- | -------------------------------------------------- | -------------------------------------------------- | -------------------------------------------------- |
| 0                                                             | 0                                                  | 1                                                  | 0                                                  | 0                                                  | 2                                                  | 0                                                  | 0                                                  | 0                                                  | 3                                                  | 0                                                  | 3                                                  | 22                                                 | 1                                                  | 4                                                  | 36                                                 |
| Notes « N »                                                   |                                                    |                                                    |                                                    |                                                    |                                                    |                                                    |                                                    |                                                    |                                                    |                                                    |                                                    |                                                    |                                                    |                                                    |                                                    |
| Sources : rue-ville.info & OpenStreetMap & FNACA-GAJE du Jura |                                                    |                                                    |                                                    |                                                    |                                                    |                                                    |                                                    |                                                    |                                                    |                                                    |                                                    |                                                    |                                                    |                                                    |                                                    |

### Édifices et sites
- Le château Saint-Martin des XVe et XVIIIe siècles inscrit aux monuments historiques[18].
- Le château de Charrin des XVIe et XIXe siècles inscrit aux monuments historiques[19]qui est devenu une école et un collège privé catholique.
- Le Moulin Marguet, alimenté par la rivière "Le Chambon", affluent de la Seille a fabriqué des jouets en bois de 1910 à 1996. Après 10 années de fermeture, la petite-fille de Jules Marguet remet le moulin en état de fonctionnement et vient de l'ouvrir au public en 2016. Il fait déjà partie d'une route des Moulins du Jura.

## Galerie de photographies

Panorama de Voiteur en 2011
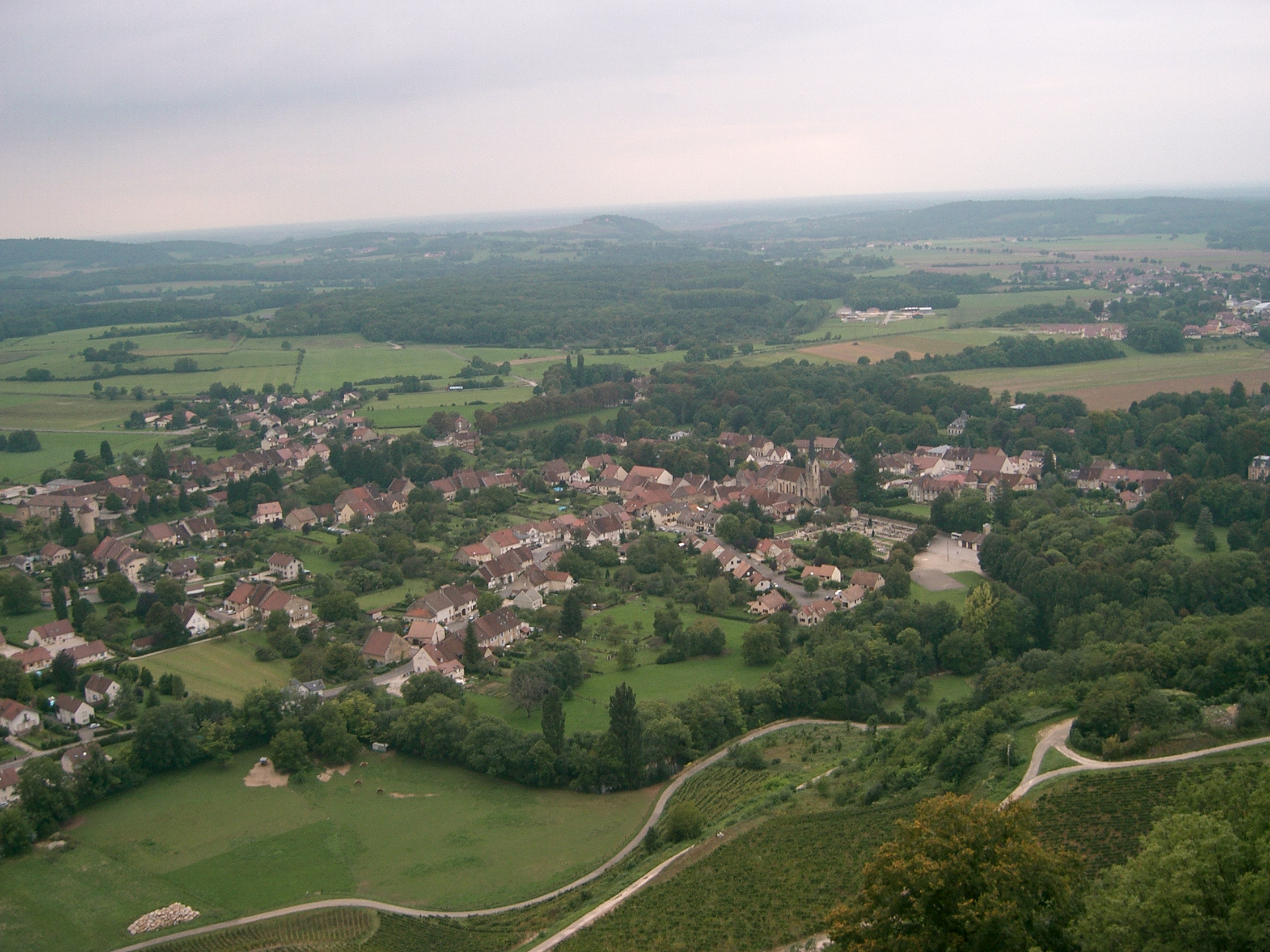
Paysage de Voiteur
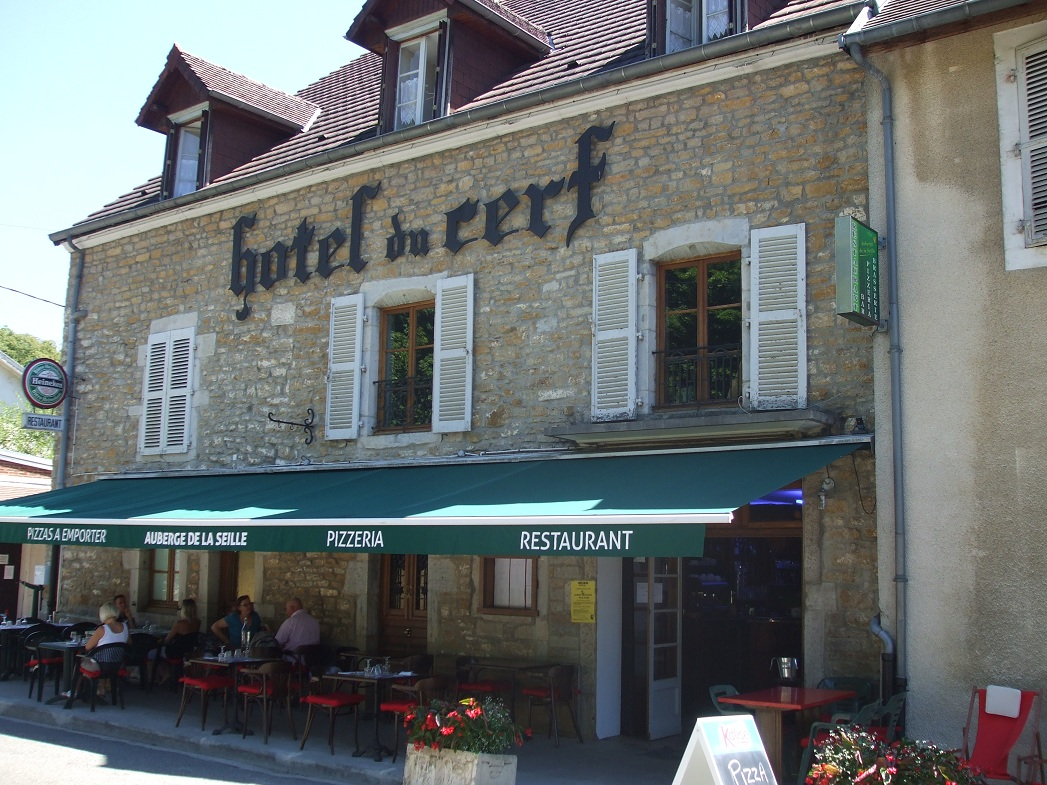
Auberge de la Seille

## Personnalités liées à la commune
- Jean-François Jolibois (1794-1852), ecclésiastique et historien.
- Jean Tosi, artiste peintre, médaille d’or de l’institut supérieur de peinture de Bruxelles en 1923.

## Jumelages
- Misery-Courtion (Suisse)